# لیزا چسسون
لیزا چسسون (انگلیسی: Lisa Chesson؛ زادهٔ ۱۸ اوت ۱۹۸۶) بازیکن هاکی روی یخ اهل ایالات متحده آمریکا است.